# Marco Bianchi
Marco Bianchi (São Paulo, 24 de maio de 1972) é um humorista, apresentador de TV, roteirista e cronista do cotidiano.

## Biografia
Marco Bianchi iniciou sua carreira em 1991 na Rádio USP, depois, na antiga Rádio 89FM criou o grupo Os Sobrinhos do Ataíde (extinto em 1999), ao lado de Felipe Xavier e Paulo Bonfá. Em 1997, o trio apresentou o programa “Bola Fora”, na TV Bandeirantes. Entre 2003 e 2010, apresentou o programa Rockgol, na MTV Brasil, ao lado de Paulo Bonfá. Depois de deixar o Rockgol ele anunciou que se dedicaria a um novo programa humorístico, e em seis meses conseguiu criar personagens, escrever os roteiros, montar o elenco, produzir e gravar o piloto de seu Descontrole Remoto, programa semanal que traz uma sucessão de sátiras a estereótipos televisivos, pontuada por breves intervenções de um personagem telespectador.
Para atuar ao seu lado, Marco convidou os atores Warley Santana, André Carvalho, o Montanha e o estreante Sérgio Miranda. Os quatro dão vida aos personagens que Bianchi criou para tecer uma leitura debochada da televisão que assistimos em nossas casas, todos os dias. Bianchi ainda ganhou um presente muito especial: a trilha sonora composta especialmente para o Descontrole Remoto é assinada por André Abujamra, premiado multi-instrumentista, cantor e compositor.
Marco também desenvolveu um projeto de uma atração humorística que explora o universo esportivo. É o Hora Bolas, no formato das tradicionais mesas-redondas, mas com muito humor desde a montagem dos cenários, a escolha dos convidados, a definição das pautas, até a caracterização dos apresentadores – o próprio Bianchi se transforma no âncora Marcos Binaqui - e ainda nos diversos personagens, quadros e seções criados especialmente para o programa. A atração seria levada para a RedeTV! aonde foram acertadas todas as negociações, após a própria, anunciou que o projeto na emissora estava sendo engavetado.
Desde 2015 apresenta, na rádio Mix FM, os esquetes humorísticos Sala da Injustiça, paródia do desenho dos Superamigos.

## Piadas recorrentes
- Bianchi se diz torcedor da Cabofriense e fala do revolucionário CT do clube, com sauna unissex, american bar e no Projeto "Libertadores 2150" (projeto que visa levar o time a Libertadores no ano referido), por exemplo. Porém, na verdade, Bianchi é um fanático palmeirense.
- Menciona o "lendário Nenê Beiçola" (paródia ao cronista esportivo Nenê Prancha), autor de pérolas como "sem liberdade de expressão, as pessoas não se expressam" e "sem dinheiro, não há verbas".
- Em uma paródia do jornalista Roberto Avallone, falar mencionando os grafismos, como por exemplo: "o senhor (vírgula) que é muito agradável normalmente (vírgula) está me incomodando agora (exclamação)".
- Usa recursos que supostamente engrandecem a fala, como o verbo "frisar", "assaz", "quiçá", "vosmecê", indagação e o famigerado "a nível de".
- Usa muitas redundâncias, como "o futebol brasileiro hoje no Brasil", "os jogadores que jogam" e "escrever um texto escrito".
- Parodia o telemarketing, usando seguidamente o verbo ser + gerúndio ("vamos estar abrindo, pra você estar votando")
- Começa discussões com Bonfá, a quem se refere como "jornalista e farsante".
- Faz caretas esquisitas em certos momentos.
- É o inventor de organizações inexistentes, como a ADEBRA ("Advogados do Brasil"), satirizando a forma errada de pronúncia, a ABRAAO (Associação Brasileira Regional de Arremessadores de Amendoim Ornamental).
- Refere-se à CBF por CBD (antigo nome da confederação)
- Troca os nomes dos times, usando termos inexistentes como "Sociedade Esportiva Corinthians" e o "Clube de Campo Palmeiras"(paródia em referência ao ex-jogador Amoroso, que na sua apresentação ao Corinthians, chamou-o de Sociedade Esportiva, em confusão com o nome do rival Palmeiras). O São Paulo, em sua fala, também vira “Sport Clube São Paulo Paulista” e o Santos é a "Associação Praiana do Santos".
- Refere-se ao Flamengo como "Escola de Samba Unidos do Flamengo", ao Vasco da Gama como "Vasco da Gama navegações Ilimitadas” e ao Botafogo como "Botafogo Grill"
- Comumente, refere-se à Seleção Argentina de Futebol como "vice-campeã da Guerra das Malvinas"
- "Beijo no cérebro, Paulo, amigos da MTV…e, sem mais, grato pela atenção dispensada!" frase geralmente dita ao final do programa.
- Dá apelidos "carinhosos" aos convidados. Por exemplo: Carlos poderia se tornar "Caquinho, meu querido", "Cacozão, meu nêgo" ou apenas "Cá". No programa de 5 de outubro de 2008, Sheilla virou "Sheilloca" e Mari foi chamada por "Maricota".
- Ao fazer merchandising, dá nomes fictícios a empresários. Por exemplo: o dono da Coca-Cola seria "Alberto Coca-Cola".
- Brinca com a geografia, fazendo perguntas como "Você jogaria na Islândia ou preferiria atuar na Europa" ou "Você jogaria no Catar ou o clima africano é muito ruim lá?".
- Ocasionalmente, refere-se, de forma irônica, a personalidades como o ex-presidente da CBF, Ricardo Teixeira (“o fofo Ricaço Peixeira”), e o presidente da FIFA Joseph Blatter(Joseph Blá-Blá-Blatter).

## Bordões
- "Tá compreendido?";
- "E não me apareça mais por aqui!";
- "O senhor não possui envergadura moral para…";
- "Maravilha, Alberto!";
- "Sujeitinho desagradável";
- "Um efusivo abraço às autoridades cívis, militares, diplomáticas e eclesiásticas";
- "Vou estar registrando na ADEBRA um processo em três vias…";
- "Meus adevogados estarão adevogando contra o senhor";
- "Birigui, a Massachusetts Brasileira!!"
- "Que beleza, que beleza, que beleeeeeeeeza!";
- "Um sujeito honesto que paga muitos impostos e contribui para o desenvolvimento do país";
- "Ma-ma-ma-ma-mas…";
- "Um jornalismo reto que atravessa os anos!" (fazendo um trocadilho com as palavras reto e anos, já que ambas são homófonas a reto e ânus);
- "Um beijo no cérebro, Paulo, amigos da MTV!";
- Usa xingamentos infames: "Um Fanfarrão,um Paspalho de uma ova,um Bobalhão de uma Figa, e um panaca de meia tigela !";
- Utiliza formas de tratamento incomuns, como vossa senhoria, vossa excelência e vosmecê. Também recorre a abreviações, diminutivos e aumentativos quando se dirige aos interlocutores. (Marquito, Marcão, Marcola, Má…);
- "A Fofa da Fifa…"
- "…essa minha voz suave e aveludada…", fazendo brincadeira com o jeito de sua voz.
- Assina as postagens em seu blog com questões como "Ratifica ou retifica?", "chancela ou rubrica?", "concorda ou sem corda?", entre outras.